# Annette Nesvadbová
Annette Nesvadbová (* 2. Juli 1992 in Prag, Tschechoslowakei) ist eine tschechische Schauspielerin.

## Leben
Annette Nesvadbová wurde 1992 in der tschechischen Hauptstadt Prag geboren. Sie stammt aus der Theaterfamilie Nesvadba, ihr Großvater war Miloš Nesvadba (1925–2020), Schauspieler und Autor sowie langjähriges Mitglied am Nationaltheater in Prag. Ihr Onkel Michal Nesvadba (* 1957) ist ebenfalls Schauspieler, Unterhaltungskünstler und Pantomime. Annette Nesvadbová studierte an der Theaterfakultät der Akademie der Musischen Künste in Prag (DAMU) Schauspiel. Sie hat unter anderem am Antonín-Dvořák-Theater in Příbram gespielt und am Nationaltheater in Brünn. Sie wurde 2020 Ensemblemitglied am Schauspielstudio in Ústí nad Labem und gastierte am Reznická-Theater in Prag.
Mitte der 2010er Jahre begann Annette Nesvadbová auch in Film- und Fernsehproduktionen als Schauspielerin mitzuwirken. So spielte sie 2014 in dem Film Hany und in einer Folge der internationalen Serie Crossing Lines. Es folgten weitere Rollen, vornehmlich in Fernseh- und Miniserien. 2023 übernahm sie eine Rolle in dem Film Přišla v noci, für welche sie eine Nominierung für den Český lev („Böhmischer Löwe“) als Beste Nebendarstellerin erhielt.

## Filmografie
- 2014: Hany
- 2014: Crossing Lines
- 2017: Mordparta
- 2017: Bohéma
- 2018: Labyrint
- 2021: Kukacky
- 2021–2022: 1. Mise
- 2023: Přišla v noci